# Culex ribeirensis
Culex ribeirensis är en tvåvingeart som beskrevs av Oswaldo Paulo Forattini och Sallum 1985. Culex ribeirensis ingår i släktet Culex och familjen stickmyggor. Inga underarter finns listade i Catalogue of Life.